# Stadio Hammadi Agrebi
Lo stadio Hammadi Agrebi (in arabo  ملعب حمادي العقربي‎?), noto come stadio olimpico di Radès, è uno stadio multiuso di Radès, in Tunisia, situato circa 10 km a sud-est del centro di Tunisi. Utilizzato per il calcio, il rugby e per l'atletica leggera, ospita le partite interne delle squadre di calcio dell'Espérance di Tunisi, del Club Africain e dello Stade Tunisien. Può contenere 60 000 spettatori.
Costruito dal 1998 al 2001 in vista dei Giochi del Mediterraneo del 2001, copre una superficie di 13 000 metri quadrati. Fu inaugurato il 6 luglio 2001 in occasione della finale di Coppa di Tunisia Hammam Lif-Étoile du Sahel (1-0).
Nell'agosto 2020 ha cambiato nome in onore di Mohamed Ben Rehaiem, noto come Hammadi Agrebi, da poco deceduto. La targa recante il nome di Agrebi è stata scoperta il successivo 1º settembre, tra le proteste di alcuni manifestanti.

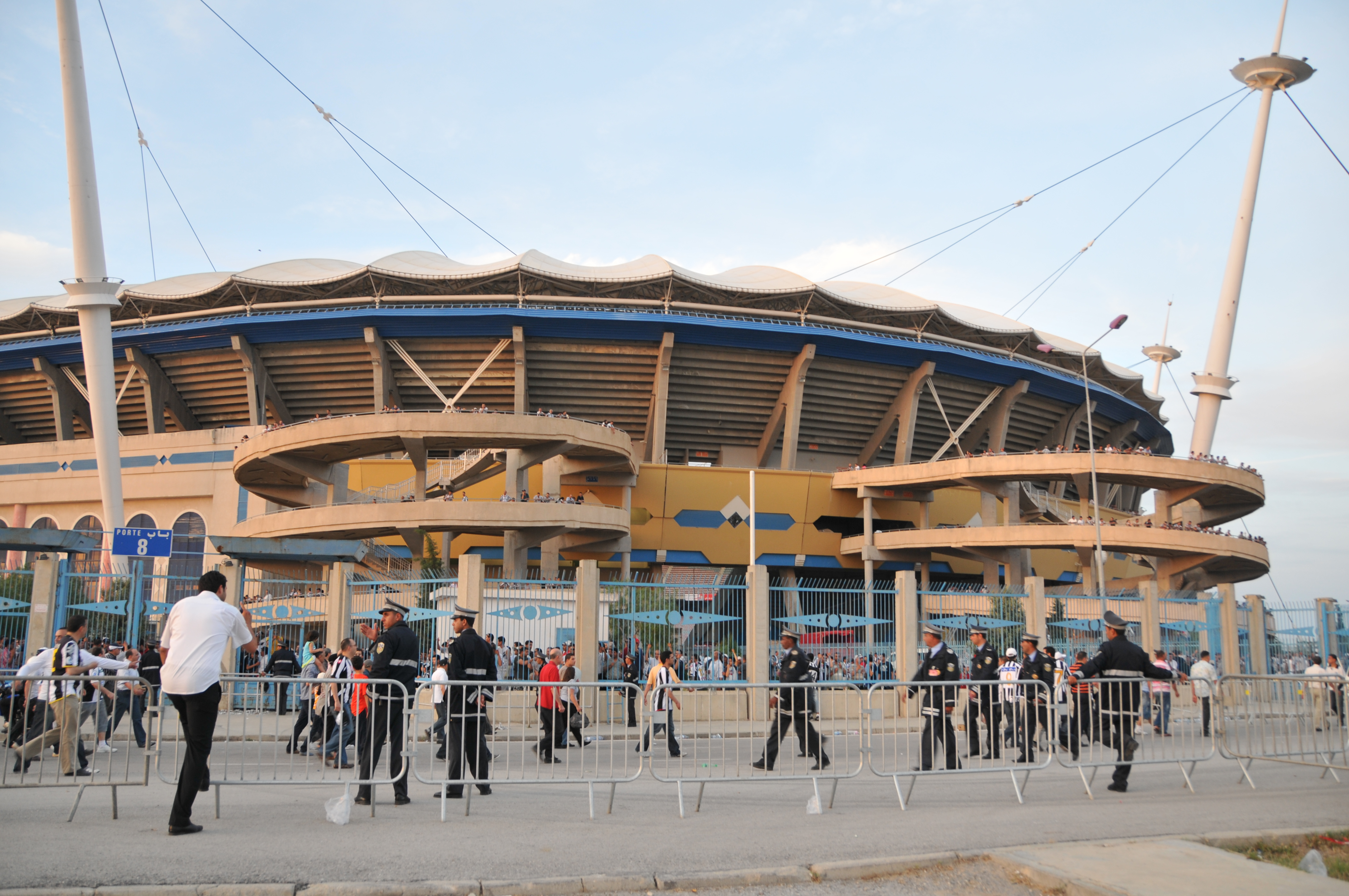
Veduta esterna